# Brayan Beckeles
Brayan Antonio Beckeles (La Ceiba, 1985. november 28. –) hondurasi válogatott labdarúgó, a CD Olimpia játékosa.

## Sikerei, díjai
- Club Necaxa
  - Ascenso MX: 2015–16
  - Copa MX: Clausura 2018
  - Supercopa MX: 2018

## Fordítás
- Ez a szócikk részben vagy egészben  a   Brayan Beckeles című angol Wikipédia-szócikk fordításán alapul.  Az eredeti cikk szerkesztőit annak laptörténete sorolja fel. Ez a jelzés csupán a megfogalmazás eredetét és a szerzői jogokat jelzi, nem szolgál a cikkben szereplő információk forrásmegjelöléseként.